# Mangrovie della costa pacifica del Chiapas
Le mangrovie della costa pacifica del Chiapas o mangrovie di Tehuantepec-El Manchon sono una ecoregione terrestre dell'ecozona neotropicale (codice ecoregione: NT1435), che si sviluppa nelle aree estuarine della parte meridionale della costa pacifica del Messico.

## Territorio
Le mangrovie di questa ecoregione sono distribuite lungo la costa occidentale del Chiapas, nella pianura costiera Pacifica che decorre parallela alla Sierra Madre de Chiapas.
 
Il clima è tropicale, con abbondanti precipitazioni estive. Il suolo è composto da sedimenti argillosi e sabbiosi, con abbondanti rocce metamorfiche.

## Flora
Le mangrovie di questa ecoregione sono tra le più rigogliose del Messico, con alberi che raggiungono altezze di 25 m. Tra le specie arboree che dominano queste formazioni ci sono la mangrovia rossa (Rhizophora mangle), la mangrovia gialla (Rhizophora × harrisonii), la mangrovia bianca (Laguncularia racemosa) e la mangrovia nera (Conocarpus erectus), cui si associano specie ripariali come Pachira aquatica e specie fruttifere come Ficus spp., Cynometra retusa, Enterolobium cyclocarpum e Manilkara zapota.

## Fauna

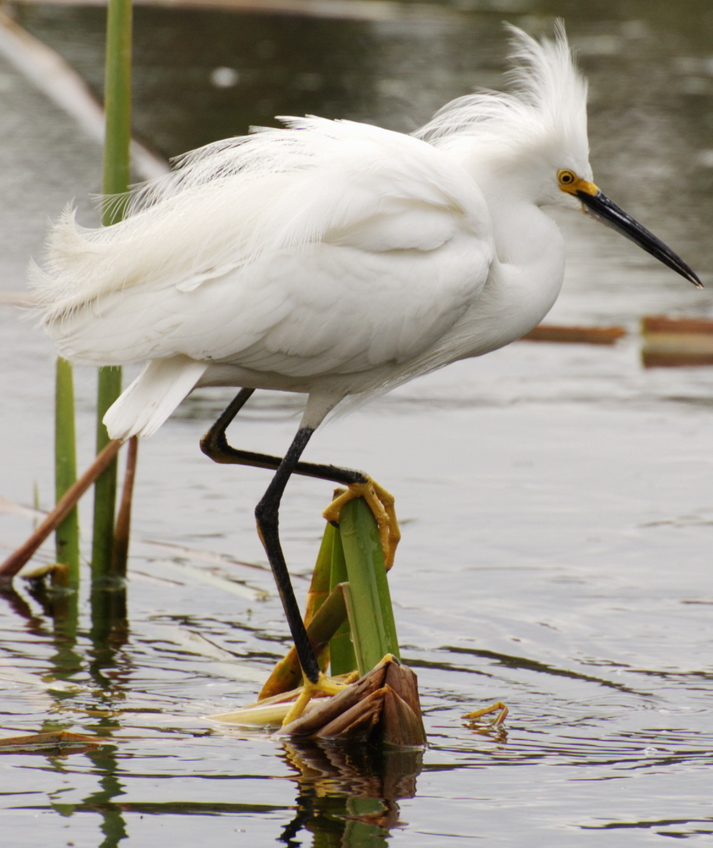
Garzetta nivea (Egretta thula)

L'ecoregione si caratterizza per la ricchezza della sua avifauna, con grandi popolazioni di uccelli stanziali, svernanti o di passo, che si nutrono della abbondanza di pesci e crostacei che popolano le mangrovie. Tra le specie svernanti nella regione vi sono il pellicano bianco americano (Pelecanus erythrorhynchos), l'aninga comune (Anhinga anhinga), la garzetta nivea (Egretta thula), la cicogna americana (Mycteria americana), l'anatra marzaiola americana (Anas discors), il mestolone comune (Anas clypeata), la folaga americana (Fulica americana), il falco pellegrino (Falco peregrinus) e il nibbio piombato (Ictinia plumbea). Tra le specie stanziali vi sono specie rare come la poiana dal collare (Busarellus nigricollis), il rallo della Cajenna (Aramides cajaneus), lo svasso minore (Tachybaptus dominicus) e la nitticora (Nycticorax nycticorax). Tra gli endemismi meritano una menzione il ciacialaca panciabianca (Ortalis leucogastra), il conuro del Pacifico (Psittacara strenuus) e lo scricciolo gigante (Campylorhynchus chiapensis).
Nella regione sono presenti tre diverse specie di coccodrillo: il coccodrillo americano (Crocodylus acutus), il coccodrillo messicano (Crocodylus moreletii) e il caimano dagli occhiali (Caiman crocodilus), quest'ultimo presente con una sottospecie (Caiman crocodylus chiapasius) endemica del Chiapas. Altri rettili presenti sono la tartaruga muschiata gigante (Staurotypus salvinii) e la tartaruga del fango scorpione (Kinosternon scorpioides).
Molti mammiferi frequentano le mangrovie di questa regione alla ricerca di cibo o di rifugio; tra essi l'atele di Geoffroy (Ateles geoffroyi), il tayra (Eira barbara), il grigione maggiore (Galictis vittata), l'ocelot (Leopardus pardalis), la lontra neotropicale (Lontra longicaudis), il giaguaro (Panthera onca), il puma (Puma concolor) e il tapiro di Baird (Tapirus bairdii).

## Conservazione
Nonostante in passato siano state soggette al taglio indiscriminato degli alberi come fonte di legname e nonostante l'inquinamento delle acque abbia minacciato la sopravvivenza di molte specie che vivono in questo habitat, le mangrovie di questa regione sono tra le più rigogliose del Messico e lo stato di conservazione è considerato stabile.
Parte del territorio dell'ecoregione ricade all'interno della Riserva della biosfera La Encrucijada.